# Acıbadem Üniversitesi Spor Kulübü
El Acıbadem Üniversitesi es un equipo de baloncesto turco con sede en la ciudad de Estambul, que compite en la TBL, la segunda división de su país. Disputa sus partidos en el Acıbadem Üniversitesi Sports Hall, con capacidad para 500 espectadores.

## Posiciones en liga
| - 2015 - (1-TB3L) - 2016 - (2-TBL) |

## Palmarés
- TBL
  - Semifinales: 2016

- TB3L
  - Campeón: 2015

## Jugadores destacados
| - Can Altıntığ - Mahir Bayrak - Mutlu Demir - Recep Doğrusöz - Dorukhan Engindeniz - Caner Erdeniz - Sercan Ergin | - Ersin Görkem - Ufuk Gürgen - Hasan Karabulut - İlkan Karaman - Orbay Kaya - Polat Kaya - Can Uğur Öğüt | - Kerem Tunçeri - Nusret Yıldırım - Nedim Yücel - Sharrod Ford - Bracey Wright - Orhan Hacıyeva - Keydren Clark |